# Ateleia chiangii
Ateleia chiangii es una especie de planta fanerógama de la familia Fabaceae. El taxón está dedicado al Dr. Fernando Chiang del Instituto de Biología (UNAM).

## Descripción
Árboles de 4 a 10 m de alto; corteza ligeramente rugosa, gris-verdosa, granulada; hojas de 16 a 23 cm, pecíolo de 2 a 4 cm, foliolos de 9 hasta 16; folíolos basales de 1.8 a 3.6 por 0.9 a 1.9 cm, ovados a anchamente ovados, de bordes lisos, el folíolo terminal de 5 a 8 por 2 a 3.3 cm, todos los folíolos verde limón.
Inflorescencias estaminadas 2.5 a 8 cm, racemosas, multifloras, axilares y agrupadas en los extremos de las ramas. Flores de 5 cm, pediceladas, pétalos de 4.5 por 4.5 mm; estambres 6 en dos series de 3, anteras verdosas, oblongas; rudimento pistilar baciliforme, el estigma crestado, inconspicuo y glabro. Inflorescencias pistiladas de 8 a 16 cm, racemosas, axilares, multifloras, brácteas florales triangulares, similares a las de las inflorescencias estaminadas. Flores pistiladas de 4 a 5 mm pediceladas, pétalos 3 a 4.5 por 1.5 a 2 mm, cocleados, la lámina de 1.5 a 2.5 por 1.5 a 2 mm, también cocleada, con el borde sinuado; estaminodios 6 de 2 a 3 mm; ovario de 2 a 2.5 por 1 a 1.3 mm, orbicular a oblongo glabro.
Frutos de 2.5 a 3.1 por 1.5 cm, pajizo cuando viejos, glabros; semillas de 5 por 3.5 mm, reniformes, de color pardo obscuro casi negras.

## Distribución
Se distribuye en México, en el estado de San Luis Potosí, entre los declives orientales de la Sierra Madre Oriental y las llanuras limítrofes de Veracruz y Tamaulipas.

## Hábitat
Crece en vegetación de selva alta perennifolia, en pequeños lomeríos, a altitudes entre 200 y 300 m s.n.m., en suelos arcillosos.

## Estado de conservación
No se encuentra en ninguna categoría de riesgo en las normas mexicanas e internacionales (Norma Oficial Mexicana 059).